# Wilhelm Kress
Wilhelm Kress (San Petersburgo (Imperio ruso, 29 de julio de 1836 - Viena (Imperio austrohúngaro), 24 de febrero de 1913), fue un pionero de la aviación y constructor de aeronaves. Se fue a Viena en 1873, donde diseñaría el primer ala delta en 1877, el cual supuso un gran éxito para la época, mientras que otras personas se esforzaban en diseñar artefactos más pesados que el aire y que fueran capaces de planear.

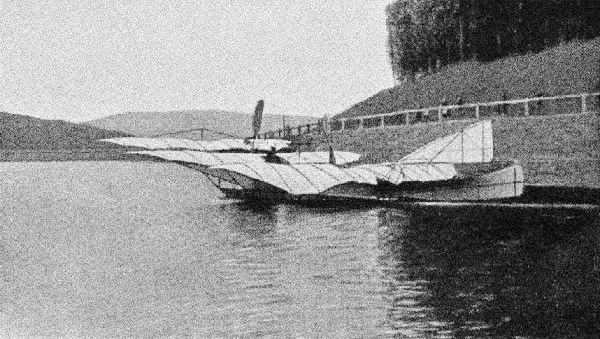
Imagen del aeronave de Wilhelm Kress sobre el agua.

A finales del siglo XIX, Kress era una de las personas que aspiraba a crear un motor apto para equipar aeronaves. En 1900, desarrolló la palanca de control, pero no registra la patente, y en su lugar, esta patente se le atribuye en 1907 al aviador francés Robert Esnault-Pelterie. La aeronave de Kress fue construida para despegar desde el agua, y realizó un primer intento de vuelo en 1901, en Wienerwaldsee, cerca de Viena. Al contrario que el vuelo de los Hermanos Wright en 1903, este vuelo no fue controlado, realizando una serie de saltos sobre el agua. No pudo lograr un vuelo controlado ya que el motor Daimler pesaba el doble de lo que tenía planeado en sus especificaciones, y solo podía operar a la mitad de su potencia nominal, lo que lastraba al aeronave.